# La santa di Becker Street
La santa di Becker Street (The Saint of Bleecker Street) è un'opera in tre atti di Gian Carlo Menotti su libretto originale in lingua inglese dello stesso compositore.

## Storia
La prima avvenne al Broadway Theatre (per la New York City Opera) nella Midtown Manhattan di New York il 27 dicembre 1954. David Poleri e Davis Cunningham si alternarono nell'interpretazione del ruolo di Michele sotto la direzione di Thomas Schippers. Vennero date 92 repliche consecutive. The Saint of Bleecker Street fece vincere a Menotti il Premio Pulitzer per la musica nel 1955 ed il New York Drama Critics' Circle come miglior opera teatrale in musica.
Le scenografie per la rappresentazione di The Saint of Bleecker Street vennero approntate dal pittore simbolista George Tooker e si basavano su elementi del suo dipinto The Subway, attualmente nella collezione del Whitney Museum of American Art.
La prima rappresentazione in Europa ebbe luogo alla Scala di Milano l'8 maggio 1955 sempre con la direzione di Shippers; l'opera, intitolata La santa di Bleecker Street, fu eseguita in lingua italiana, nella versione ritmica di Fedele D'Amico. La santa di Bleecker street fu messa in scena successivamente nel Festival dei Due Mondi di Spoleto, sotto la direzione di Thomas Schippers e di Tzimon Barto.

## Trama
L'opera è ambientata nel quartiere cattolico di Little Italy a New York City nel 1954. Annina, una semplice e giovane donna è segnata dalle stimmate. Ella ode spesso voci ed è oggetto di visioni angeliche. Suo fratello Michele è un ateo che ha un senso di spiccata protezione verso la sorella. Egli crede che la sorella necessiti di un ricovero ospedaliero ma nello stesso tempo non riesce a fermare la moltitudine di vicini che credono sua sorella una santa. L'amante di Michele, Desideria, deride Annina, dicendo che Michele non vuole sposarla perché in realtà ama la sorella, e Michele nell'ira la uccide. 
Braccato dalla polizia viene infine arrestato, mentre Annina muore di consunzione fra le braccia di Don Marco e per tutti diventa santa.

## Ruoli
| Ruolo         | Voice        | Cast della prima, (Direttore: Thomas Schippers) |
| ------------- | ------------ | ----------------------------------------------- |
| Annina        | soprano      | Virginia Copeland                               |
| Don Marco     | basso        | Leon Lishner                                    |
| Michele       | tenore       | David Poleri                                    |
| Assunta       | mezzosoprano | Catherine Akos                                  |
| Maria Corona  | soprano      | Maria Marlo                                     |
| Desideria     | mezzosoprano | Gloria Lane                                     |
| Salvatore     | baritono     | David Aiken                                     |
| Carmela       | soprano      | Maria di Gerlando                               |
| A young man   | tenore       | Richard Cassilly                                |
| A young woman | soprano      | Elisabeth Carron                                |
| I ospite      | tenore       | Keith Kaldenberg                                |
| II ospite     | baritono     | John Reardon                                    |
| Concettina    | muta         | Lucy Becque                                     |
| Maria's son   | muta         | Ernesto Gonzales                                |
| Bartender     | muto         | Russell Goodwin                                 |